# Puseyia puseyiae
Puseyia puseyiae är en fjärilsart som beskrevs av Dyar 1937. Puseyia puseyiae ingår i släktet Puseyia och familjen träfjärilar. Inga underarter finns listade i Catalogue of Life.